# تو (أساطير)
تو (بالإنجليزية: Tu)‏ معنى الاسم (يقف - ينهض)، هو إله الحرب في أساطير بولينيزيا - وهو يسمى في جزر هاواي «کو Ku» وتقدم إليه القرابين البشرية. وهناك مجموعة من الآلهة في جزر هاواي تسمی «کو».

### أساطير ميلانيزية
- ندوثينا (ميثولوجيا)
- ندينجاي (ميثولوجيا)
- نوجا (ميثولوجيا)
- راتو ماي (ميثولوجيا)
- روكولا
- سيدو (ميثولوجيا)
- تاجارو (ميثولوجيا)
- تنيراو (ميثولوجيا)
- توكابينانا وتوكروفو
- تومودورير

### أساطير ميكرونيزية
- ألولوي (ميثولوجيا)
- كيراتا (ميثولوجيا)
- لؤا (ميثولوجيا)
- لاتيميكيك